# Allan Nevins Prize
Der Allan Nevins Prize ist ein Historiker-Preis der Society of American Historians, der jährlich für die beste Dissertation in amerikanischer Geschichte verliehen wird. Er ist nach dem Gründer der Gesellschaft Allan Nevins benannt. Er ist mit 2000 Dollar dotiert und der Veröffentlichung der Dissertation in einem der namhaften US-amerikanischen Verlage, die den Preis sponsern.

## Preisträger
Jeweils mit Angabe der Universität und des Verlags, in dem die Dissertation erschien:
- 1961 Waldo H. Heinrichs (Harvard), American Ambassador: Joseph Grew and the Development of the United States Diplomatic Tradition (Little, Brown)
- 1962 John L. Thomas (Brown University), The Liberator: William Lloyd Garrison (Little, Brown)
- 1963 Willie Lee Rose (Johns Hopkins University), Rehearsal for Reconstruction: The Port Royal Experiment (Bobbs-Merrill)
- 1964 Joanne L. Neel (Bryn Mawr), Phineas Bond: A Study in Anglo-American Relations (University of Pennsylvania Press)
- 1965 William W. Freehling (Berkeley), Prelude to Civil War: The Nullification Controversy in South Carolina, 1816–1836 (Harper and Row)
- 1966 Robert L. Beisner (Chicago), Twelve Against Empire: The Anti-Imperialists, 1898–1900 (McGraw Hill)
- 1967 Alan Lawson (Michigan), The Failure of Independent Liberalism (Putnam)
- 1968 Jerome Sternstein (Brown), Nelson Aldrich: The Early Years
- 1969 Steven A. Channing (North Carolina, Chapel Hill), Crisis of Fear (Simon and Schuster)
- 1970 Mary Beth Norton (Harvard), The British-Americans (Little, Brown)
- 1971 Edward H. McKinley (Wisconsin), The Lure of Africa: The American Interest in Tropical Africa, 1919–1939 (Bobbs-Merrill)
- 1972 Heath Twichell (American University), The Biography of Henry T. Allen (Rutgers University Press)
- 1973 George B. Forgie (Stanford), Patricide in the House Divided: A Psychological Interpretation of Lincoln and His Age (Norton)
- 1974 James L. Roark (Stanford), Masters Without Slaves: Southern Planters in the Civil War and Reconstruction (Norton)
- 1975 Gary May (UCLA), The China Service of John Carter Vincent, 1924–1953 (New Republic Books)
- 1976 Robert Dawidoff (Cornell), The Education of John Randolph (Norton)
- 1977 John McCardell (Harvard), The Idea of a Southern Nation (Norton)
- 1978 Mark Schwehn (Stanford), The Making of Modern Consciousness in America: The Works and Careers of Henry Adams and William James
- 1979 John Ettling (Harvard), The Germ of Laziness: The Rockefeller Sanitary Commission in the Southern States (Harvard University Press)
- 1980 Steven Hahn (Yale), The Roots of Southern Populism (Oxford University Press)
- 1981 Robert Rydell (UCLA), All the World’s a Fair: America's International Expositions, 1876–1916 (University of Chicago Press)
- 1982 John d'Entremont (Johns Hopkins), Southern Emancipator: Moncure Conway, the American Years, 1832–1865 (Oxford University Press)
- 1983 Charles Lloyd Cohen (Berkeley), God's Caress: The Psychology of Puritan Religious Experience (Oxford University Press)
- 1984 Peter Coclanis (Columbia), The Shadow of a Dream: Economic Life and Death in the South Carolina Low Country, 1670–1920 (Oxford University Press)
- 1985 Foreman Griffith (Johns Hopkins), Home Town News: William Allen White and the Emporia Gazette (Oxford University Press)
- 1986 Elaine Abelson (New York University), When Ladies Go A-Thieving: Middle-Class Shoplifters in the Victorian Department Store (Oxford Univ. Press)
- 1987 Kenneth Cmiel (Chicago), Democratic Eloquence: The Fight Over Popular Speech in Nineteenth-Century America (William Morrow)
- 1988 Timothy J. Gilfoyle (Columbia), Eros: New York City, Prostitution, and the Commercialization of Sex, 1790–1920 (Norton)
- 1989 Elizabeth A. Cobbs (Stanford), The Rich Neighbor Policy: Rockefeller and Kaiser in Brazil (Yale)
- 1990 Richard R. John (Harvard), Spreading the News: The American Postal System from Franklin to Morse (Harvard University Press)
- 1991 Andrea J. Tucher (NYU), Froth and Scum: Truth, Beauty, Goodness, and the Ax-Murder in America's First Mass Medium (University of North Carolina Press)
- 1992 Martha Hodes (Princeton), White Women, Black Men: Illicit Sex in the 19th-Century South (Yale University Press)
- 1993 Amy J. Kinsel (Cornell), From These Honored Dead: Gettysburg in American Culture, 1863–1938 (University of North Carolina Press)
- 1994 Dean David Grodzins (Harvard), American Heretic: Theodore Parker and Transcendentalism (University of North Carolina Press)
- 1995 Elizabeth Rose (Rutgers), A Mother's Job: The History of Day Care, 1890–1960 (Oxford University Press)
- 1996 William A. Blair (Pennsylvania State), Virginia's Private War: Feeding Body and Soul in the Confederacy, 1861–1865 (Oxford University Press)
- 1997 John T. Trumpbour (Harvard), Selling Hollywood to the World: The United States and European Struggles for Mastery of the Global Film Industry, 1920–1950 (Cambridge University Press)
- 1998 Jerald E. Podair (Princeton), The Strike the Changed New York: Blacks, Whites, and the Ocean Hill-Brownsville Crisis (Yale University Press)
- 1999 Conevery Bolton Valencius (Harvard), The Health of the Country: How American Settlers Understood Themselves and Their Land (Basic Books)
- 2000 Dylan C. Penningroth (Johns Hopkins), The Claims of Kinfolk: African American Property and Community in the Nineteenth-Century South (University of North Carolina Press)
- 2001 Thomas A. Guglielmo (University of Michigan), White on Arrival: Italians, Race, Color and Power in Chicago, 1890–1945 (Oxford University Press)
- 2002 Kevin P. Murphy (New York University), Political Manhood:  Red Bloods, Mollycoddles, and the Politics of Progressive Era Reform (Columbia University Press)
- 2003 Jeffrey Wiltse (Brandeis), Contested Waters:  A Social History of Swimming Pools in America (University of North Carolina Press)
- 2004 Elizabeth Lauterbach Laskin (Harvard), Good Old Rebels:  Soldiering in the Army of Northern Virginia, 1862–1865 (Oxford University Press, forthcoming)
- 2005 Joseph Kip Kosek (Yale), Acts of Conscience: Christian Nonviolence and Modern American Democracy (Columbia University Press)
- 2006 Darren Dochuk (Notre Dame), From Bible Belt to Sunbelt:  Plain Folk Religion, Grassroots Politics, and the Rise of Evangelical Conservatism (W. W. Norton)
- 2007 Jennifer L. Anderson (NYU), Mahogany: The Costs of Luxury in Early America (Harvard University Press)
- 2008 Jessica M. Lepler (Brandeis), The Many Panics of 1837: People, Politics, and the Creation of a Transatlantic Crisis (Cambridge University Press)
- 2009 Stephen Frug (Cornell University), Accepting Equality:  Rhetorical Reactions to the Changing Politics of De Jure Segregation (University of North Carolina Press, forthcoming)
- 2010 Denise Noelani Arista (Brandeis University), Histories of Unequal Measure:  American Encounters with Hawaiian Governance and Laws, 1793-1827
- 2011 Keith Woodhouse (University of Wisconsin-Madison), A Subversive Nature':  Radical Environmentalism in the Late 20th-Century United States, (Columbia University Press)
- 2012 Sarah Bridger (Columbia University), Scientists and the Ethics of Cold War Weapons Research (Harvard University Press)
- 2013 William Thomas Okie (University of Georgia), Everything is Peaches Down in Georgia: Culture and Agriculture in the American South (Cambridge University Press)
- 2014 Nora Doyle (University of North Carolina-Chapel Hill), The Maternal Body as Lived Experience and Cultural Expression in America, 1750–1850 (University of North Carolina Press)
- 2015 Justin Leroy (New York University), Empire and the Afterlife of Slavery (Columbia University Press)
- 2016 Matthew Kruer (University of Pennsylvania), Our Time of Anarchy: Bacon’s Rebellion and the Wars of the Susquehannocks, 1675–1682.
- 2017 Isaiah Lorado Wilner, Raven Cried for Me: Narratives of Transformation on the Northwest Coast of America.
- 2018 Julia P. R. Mansfield, The Disease of Commerce: Yellow Fever in the Atlantic World, 1793–1805.
- 2019 Jonathan Lande, Disciplining Freedom: U.S. Army Slave Rebels and Emancipation in the Civil War.
- 2020 Robert Colby (University of North Carolina-Chapel Hill), The Continuance of an Unholy Traffic: Slave Trading in the Civil War South.
- 2021 Brianna Nofil (Columbia University), Detention Power: Jails, Camps, and the Origins of Immigrant Incarceration, 1900–2002
- 2022 Bench Ansfield (Yale University), Born in Flames: Arson, Racial Capitalism, and the Reinsuring of the Bronx in the Late Twentieth Century
- 2023 Samantha Payne (Harvard University), The Last Atlantic Revolution: Reconstruction and the Struggle for Democracy in the Americas, 1861-1912
- 2024 Sophie FitzMaurice (University of California, Berkeley), The Material Telegraph: An Environmental History of the Technology that Wired America, c. 1848-1920
- 2025 Joshua Lappen (University of Oxford), Cultures of Power: Electrification, Politics, and Visibility in Greater Los Angeles